# 4. Magyar Filmhét
A 4. Magyar Filmhetet a Magyar Filmakadémia (MFA) rendezte meg 2018. február 8. és 11. között a Corvin Moziban, a Magyar Nemzeti Filmalap és a Nemzeti Média- és Hírközlési Hatóság támogatásával. A Filmhét záróeseményére, a Magyar Filmdíjak ünnepélyes díjátadójára egy hónappal később, március 11-én került sor, a Vígszínházban megtartott 3. Magyar Filmdíj-gála keretében.

## A rendezvény
A filmelőállítók vagy a filmalkotók 2017. december 2-től 2018. január 14-ig regisztrálhattak és nevezhették alkotásaikat. A Magyar Filmhétre azon filmek voltak nevezhetők, amelyek 2017. január 1. és 2017. december 31. között kerültek moziforgalmazásba, illetve televíziós sugárzásba vagy valamely nemzetközi filmfesztiválon szerepeltek versenyben vagy meghívott alkotásként. A jelentkezést a filmadatlap véglegesítése és a film DCP vagy Blu-ray formátumú fizikai adathordozón történt beérkezése után fogadták el.
A filmhétre, illetve a filmdíjra 131 nevezés érkezett öt kategóriában. A versenyprogramba végül is 133 alkotás került be, köztük a 2017-ben mozikba került „összes” nagyjátékfilm: 
- 18 nagyjátékfilm;
- 4 tévéfilm;
- 51 dokumentumfilm
- 21 kisjátékfilm
- 29 animációs film

A fesztivál nyitófilmjeként Szabó István 1979-ben készült Bizalom című filmjének digitálisan felújított kópiáját vetítették le február 7-én. A Koltai Lajos operatőrrel forgatott, 1944-ben játszódó alkotás volt az első Szabó-film, amelyet az Amerikai Filmakadémia Oscar-díjra jelölt a legjobb idegen nyelvű film kategóriában. A versenyfilmek mellett a Színház- és Filmművészeti Egyetem hallgatóinak alkotásából további 14 rövidfilmet mutattak be.
A 35 filmblokkba szervezett, kedvezményes árú vetítéseket nagy érdeklődés övezte, több film telt házzal futott.
2018. február 11-én, a filmakadémia tagjainak titkos szavazását követően, a filmhét záróeseményeként hozták nyilvánosságra a 3. Magyar Filmdíjra jelölt filmek, illetve alkotók listáját.
A Filmhét záróeseménye a Vígszínházban megtartott  3. Magyar Filmdíj-gála volt, amelyen a Filmakadémia tagjainak végső szavazását követően ünnepélyes keretek között osztották ki a filmdíjakat.

## Versenyprogramban

### Nagyjátékfilmek
- 1945 – rendezte: Török Ferenc
- 6,9 a Richter skálán – rendezte: Nae Caranfil
- Álom hava – rendezte: Bicskei Zoltán
- A tökéletes gyilkos – rendezte: Pacskovszky József
- Aurora Borealis – Északi fény – rendezte: Mészáros Márta
- A Viszkis – rendezte: Antal Nimród
- Az állampolgár – rendezte: Vranik Roland
- Brazilok – rendezte: M. Kiss Csaba, Rohonyi Gábor
- Budapest Noir – rendezte: Gárdos Éva
- Életem legrosszabb napja – rendezte: Pólik József
- Hetedik alabárdos – rendezte: Vékes Csaba
- Jupiter holdja – rendezte: Mundruczó Kornél
- Kincsem – rendezte: Herendi Gábor
- Out – rendezte: Kristóf György
- Pappa Pia – rendezte: Csupó Gábor
- Szeretföld – rendezte: Buvári Tamás
- Testről és lélekről – rendezte: Enyedi Ildikó
- Utazás apánkkal – rendezte: Anca Miruna Lăzărescu

### Tévéfilmek
- Árulók – rendezte: Fazakas Péter
- Csandra szekere – rendezte: Vitézy László
- Egy szerelem gasztronómiája – rendezte: Madarász Isti
- Utolsó adás – rendezte: Kovács Patrik

### Dokumentumfilmek
- „Isten veled Görgei!” Áruló vagy hős? Görgei Artúr megítélése 1849-től napjainkig. – rendezte: Simon Judit
- „Mocskos Idők” – rendezte: Török Marcell
- 4 nap – rendezte: Babos Tamás
- 580 méter (Kárai Sándor "Keszeg" bányásznaplója) – rendezte: Böszörményi Zsuzsa
- A 100 éves tanárlegenda / portréfilm / – rendezte: Kiss-Stefán Mónika
- A kamerás emberek – rendezte: Siflis Zoltán
- A kőbaltás ember 2. rész -Samu vacsorája – rendezte: Gauder Áron
- A legvidámabb barakk – rendezte: Varga Noémi
- A monostor gyermekei – rendezte: Zurbó Dorottya, Arun Bhattarai
- A Sárga csikó nyomában – rendezte: Zágoni Bálint
- A takarító férfi – rendezte: Surányi Z. András
- A természetfilmezés kulisszatitkai – rendezte: Lerner János
- Alla rustica – rendezte: Hajdú-Farkas Zoltán
- Álmatlan - az Anna and the Barbies film - – rendezte: Porkoláb Norbert
- Antall József portréfilm I. rész – rendezte: Dér András
- Antall József portréfilm II. rész - Alámerülés és kibekkelés – rendezte: Dér András
- Az élet ára – rendezte: Katona Zsuzsa
- Az erdélyi arisztokrácia diszkrét bája - 1. rész: A Bánffy család – rendezte: Szederkényi Olga
- Az erdélyi arisztokrácia diszkrét bája - 2. rész: A Bethlen család – rendezte: Szederkényi Olga
- Badacsony – rendezte: Balogh György
- Ballada egy szolgafiú emlékére – rendezte: Moharos Attila
- Bartók – rendezte: Sipos József
- Bokros jelentések – rendezte: Varga Ágota
- Budapest Inferno: A Molnár János-barlang titka – rendezte: Lerner Balázs
- Cipőfűzők – rendezte: Batka Annamária
- Dévai Bíró Mátyás élete – rendezte: Letenyei László
- Dunának, Mekongnak egy a hangja – rendezte: Tóth Gábor
- Egy nő fogságban – rendezte: Tuza-Ritter Bernadett
- Elhagyott zenekarok a 60-as, 70-es évekből – rendezte: Kisfaludy András
- Elrabolt évek nyomában – rendezte: Pilló Ákos
- Emlékmű helyett – rendezte: Vörös T. Balázs, Filep Farkas
- Európa álma – rendezte: Szalay Péter
- Fényévek – rendezte: Kosztolni Ildikó, Medgyesi Gabriella
- Fibulák és fabulák - avagy leletek a régészetről I. rész – rendezte: Buda János
- Fibulák és fabulák - avagy leletek a régészetről II. rész – rendezte: Buda János
- Fohász a déli végeken – rendezte: Fejős Csilla
- Granny Project – rendezte: Révész Bálint
- Havanna, csak oda – rendezte: Breier Ádám
- Hová tűnt Mocsáry őrnagy? – rendezte: Szuchy Zsuzsanna
- Keleti ÉVa – rendezte: Borsody István
- Két kereszt között – rendezte: Mohi Sándor
- Ketten jösztök, hárman mentek – rendezte: László Gábor
- Kőbárka – rendezte: Szalay Péter
- Lemming - A messzi észak aprócska ura – rendezte: Török Zoltán
- Meghalni Ukrajnáért – rendezte: Csarnai Attila
- Nem szegényeknek való vidék – rendezte: Bihari László
- Próbajáték – rendezte: Dobray György
- Rézangyalok – rendezte: Surányi Z. András
- Székely derbi – rendezte: Nagy Viktor Oszkár
- Szétszakadt Magyarország – rendezte: Huth Gergely
- Tabukról Tabuk Nélkül - A Halál – rendezte: Pálinkás Norbert
- Tehenesek – rendezte: Vargyasi Levente
- Tervek nélkül semmik leszünk – rendezte: Osgyáni Gábor
- Tiltott Zóna- Harctéren a vadvilág – rendezte: Mosonyi Szabolcs
- Tisztelettel adózva a magyar nemzetnek... – rendezte: Mezősi-Nagy Mariann, Mezősi Tamás
- Tüskeirtók – rendezte: Bőle István
- Ultra – rendezte: Simonyi Balázs
- Válogatott irodalom – rendezte: Novák Tamás
- Visszahúz a múlt - Ember Judit portréja - – rendezte: Dér Asia

### Kisjátékfilmek
- A kockaember – rendezte: Dombrovszky Linda
- A legnagyobb ajándék – rendezte: Gombos Tamás
- A levelek – rendezte: Koncz Teréz Irén
- Asszó – rendezte: Fekete Tamás
- Átalakítás folyamatban – rendezte: Grosan Cristina
- Cinematographer – rendezte: Novák Emil
- Cukor nélkül – rendezte: Nagy Anita Noémi
- Egyjátékos mód – rendezte: Odegnál Róbert
- Földiek – rendezte: Freund Ádám
- Graffiti – rendezte: Barcsai Bálint
- Grand prix – rendezte: Sós Bálint Dániel
- I love Cluj – rendezte: Hegyi Andor
- Kötelék, avagy A rab és a börtönőr – rendezte: Bálint Arthur
- L.U.F.I. – rendezte: Pusztai Ferenc
- Láthatatlanul – rendezte: Szentpéteri Áron
- Légmell – rendezte: Fatér Ambrus
- Őszi utcán falevéllel táncolgat a szél – rendezte: Nagy Lili
- Take Away – rendezte: Szabó Szonja
- Van egy határ – rendezte: Tóth Barnabás
- Vendégszeretet – rendezte: Csáki László
- Zabigyerek – rendezte: Kölcsey Levente

### Animációs filmek
- A kozmosz nagykövetei – rendezte: Klingl Béla
- Ahány király annyi mese - A bújócskakirály – rendezte: Szederkényi Bella
- Albrecht Dürer rinocérosza – rendezte: Orosz István; Horkay István
- Az Árpádok emlékezete – A keresztesek Magyarországon – rendezte: Jankovics Marcell
- Az igazi fák sosem horkolnak – rendezte: Jurik Kristóf; M. Tóth Géza
- Az ostoba Matjus – rendezte: Cakó Ferenc
- Egy komisz kislány naplója – 1. epizód: Hurrá, nyaralok! – rendezte: Gyulai Líviusz
- Egy komisz kislány naplója – 2. epizód: Mr.Barnum cirkusza – rendezte: Gyulai Líviusz
- Egy kupac kufli – 3. epizód: A kuflik és a nagy eső – rendezte: Jurik Kristóf, M. Tóth Géza
- Egy kupac kufli – 5. epizód: Szerintem mindenki legyen kufli – rendezte: Jurik Kristóf; M. Tóth Géza
- Egy kupac kufli – 12. epizód: A kuflik és a mohamanyi – rendezte: Jurik Kristóf, M. Tóth Géza
- Egy kupac kufli – 13. epizód: Gyűjtsél te is Fityircet! – rendezte: Jurik Kristóf; M. Tóth Géza
- Istók – rendezte: Tóth Roland
- Janó Manó és az elveszett harmatcseppek – rendezte: Miklósy Zoltán, Herkó Attila
- Kópék – rendezte: Szabó Ildikó
- Köztespont – rendezte: Szabó-Nyulász Melinda
- Lengemesék – rendezte: Pálfi Zsolt
- Luther Márton élete – A wartburgi vár titka – rendezte: Richly Zsolt
- Néhány szó – rendezte: Csáki László
- Salamon király kalandjai – rendezte: Albert Hanan Kaminski
- Second hand – rendezte: Barkóczi Noémi
- Szupermalac és Űrpatkány - 1. epizód: Cukibolygó – rendezte: Máli Csaba
- Szupermalac és Űrpatkány - 2. epizód: A Mikulás-akció – rendezte: Máli Csaba
- Űruborkák – rendezte: Hegyi Magdolna
- Városi legendák: Ez szellemes – rendezte: Glaser Katalin
- Városi legendák: Hiányzó TV-műsorok – rendezte: Glaser Katalin
- Világnak virága, virágnak világa – rendezte: Keresztes Dóra
- Virágnyelv – rendezte: Glaser Kataln
- WireLess – rendezte: Pataki Szandra

## Versenyprogramon kívül

### Nagyjátékfilm
- Bizalom – rendezte: Szabó István

### Egyetemi kisfilmek
- A suszter legidősebb fia – rendezte: Rudolf Olivér
- Anyahaj – rendezte: Török Marcell
- Az élet illata az életre – rendezte: Fuchs Máté
- Csodapunci – rendezte: Szeleczki Rozi
- Első lecke - a paplanos – rendezte: Ugron Réka
- És a nyolcadik napon – rendezte: Korom Anna
- Hétvégék – rendezte: Kőrösi Máté
- Hosszú vágás – rendezte: Hendrick Leah
- Miyu – rendezte: Püsök Botond
- Negyven év – rendezte: Gyimesi Anna
- Nyugi, rohanok – rendezte: Wrochna Marcell
- Sebeink – rendezte: Losonci Pál
- Sétahajó indul – rendezte: Bartha Máté
- Utósok – rendezte: Réthy Dávid

## Díjak
Mozifilmek
- Legjobb játékfilm: Testről és lélekről
- Legjobb dokumentumfilm: Egy nő fogságban
- Legjobb kisjátékfilm: Földiek
- Legjobb animációs film: WireLess
- Legjobb rendező: Enyedi Ildikó – Testről és lélekről
- Legjobb forgatókönyvíró: Enyedi Ildikó – Testről és lélekről
- Legjobb női főszereplő: Borbély Alexandra – Testről és lélekről
- Legjobb férfi főszereplő: Rudolf Péter – 1945
- Legjobb női mellékszereplő: Tenki Réka – Testről és lélekről
- Legjobb férfi mellékszereplő: Znamenák István – Az állampolgár
- Legjobb vágó: Kovács Zoltán – A Viszkis
- Legjobb hangmester: Balázs Gábor – A Viszkis
- Legjobb operatőr: Rév Marcell – Jupiter holdja
- Legjobb jelmez: Bárdosi Ibolya – Kincsem
- Legjobb látványtervező: Ágh Márton – Jupiter holdja
- Legjobb zeneszerző: Szemző Tibor – 1945
- Legjobb maszkmester - vezető sminkes: Tesner Anna, Halász Judit, Görgényi Réka – Budapest Noir
- Legjobb smink: Fekete Rita, Makk Ildi, Jónás Kata – Kincsem

Tévéfilmek
- Legjobb tévéfilm: Árulók
- Legjobb rendező: Fazakas Péter – Árulók
- Legjobb forgatókönyvíró: Köbli Norbert – Árulók
- Legjobb női főszereplő: Sztarenki Dóra – Árulók
- Legjobb férfi főszereplő (tévéfilm): Hegedűs D. Géza – Árulók

Közönségdíj
- A Magyar Filmakadémia közönségdíja: Kincsem